# Communauté de communes du Pays de Landivisiau
La communauté de communes du Pays de Landivisiau est une communauté de communes française, située dans le département du Finistère, en région Bretagne.

## Histoire
La communauté de communes du Pays de Landivisiau a été créée le 31 décembre 1993, en vue d'élaborer et de mettre en œuvre des projets communs, et regroupait quinze communes.
Plusieurs communes intègrent l'intercommunalité dans les années 1990-2000 :
- 1995 : Loc-Eguiner
- 1996 : Guimiliau
- 2001 : Saint-Derrien et Bodilis

À l'heure actuelle, la CCPL compte dix-neuf communes.

## Identité visuelle

Ancien logo de l'intercommunalité [Quand ?].
Ancien logo de l'intercommunalité
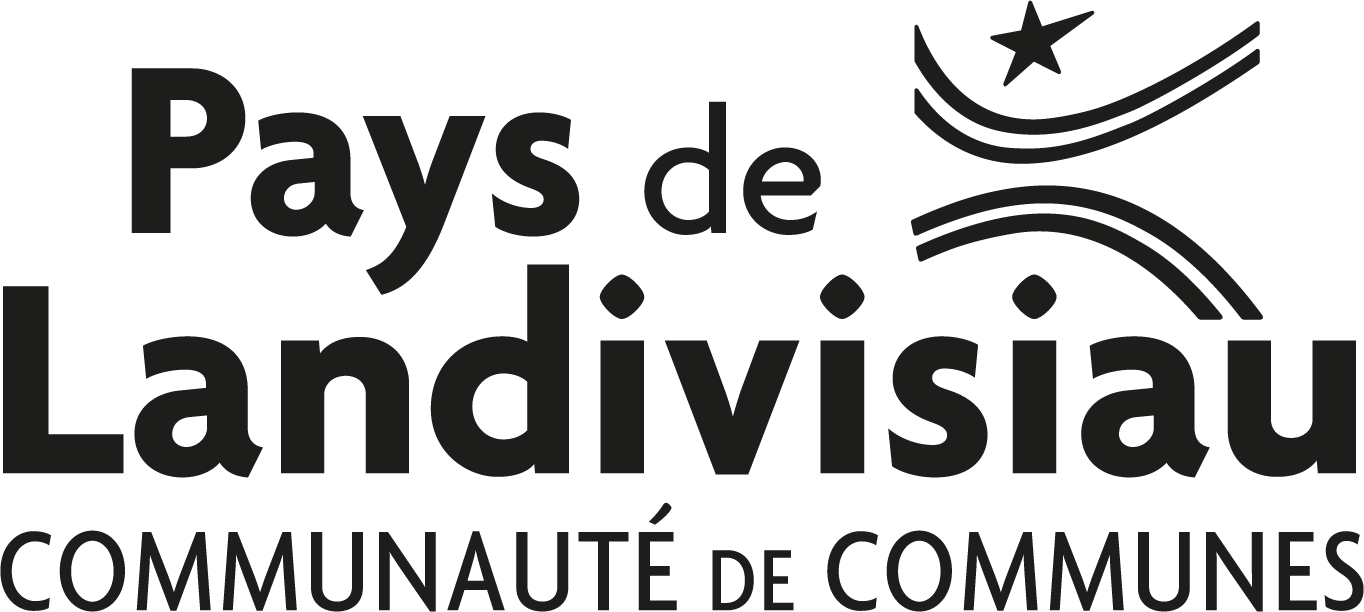
Logo actuel de l'intercommunalité

## Territoire communautaire

### Géographie
Située dans le centre-nord  du département du Finistère, la communauté de communes du Pays de Landivisiau regroupe 19 communes et s'étend sur 404,2 km2.

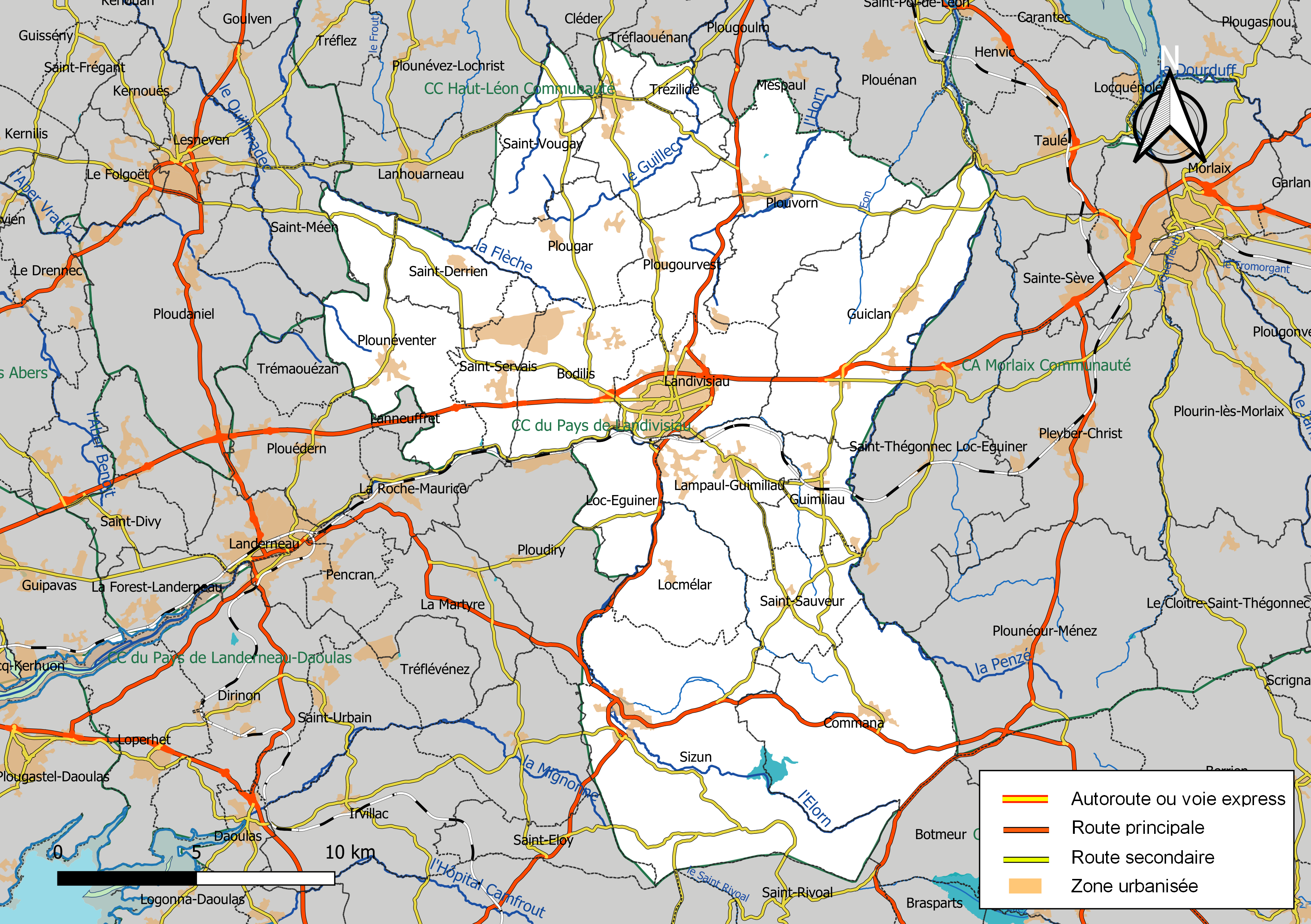
Carte de la communauté de communes du Pays de Landivisiau au 1er janvier 2019.

### Composition
.

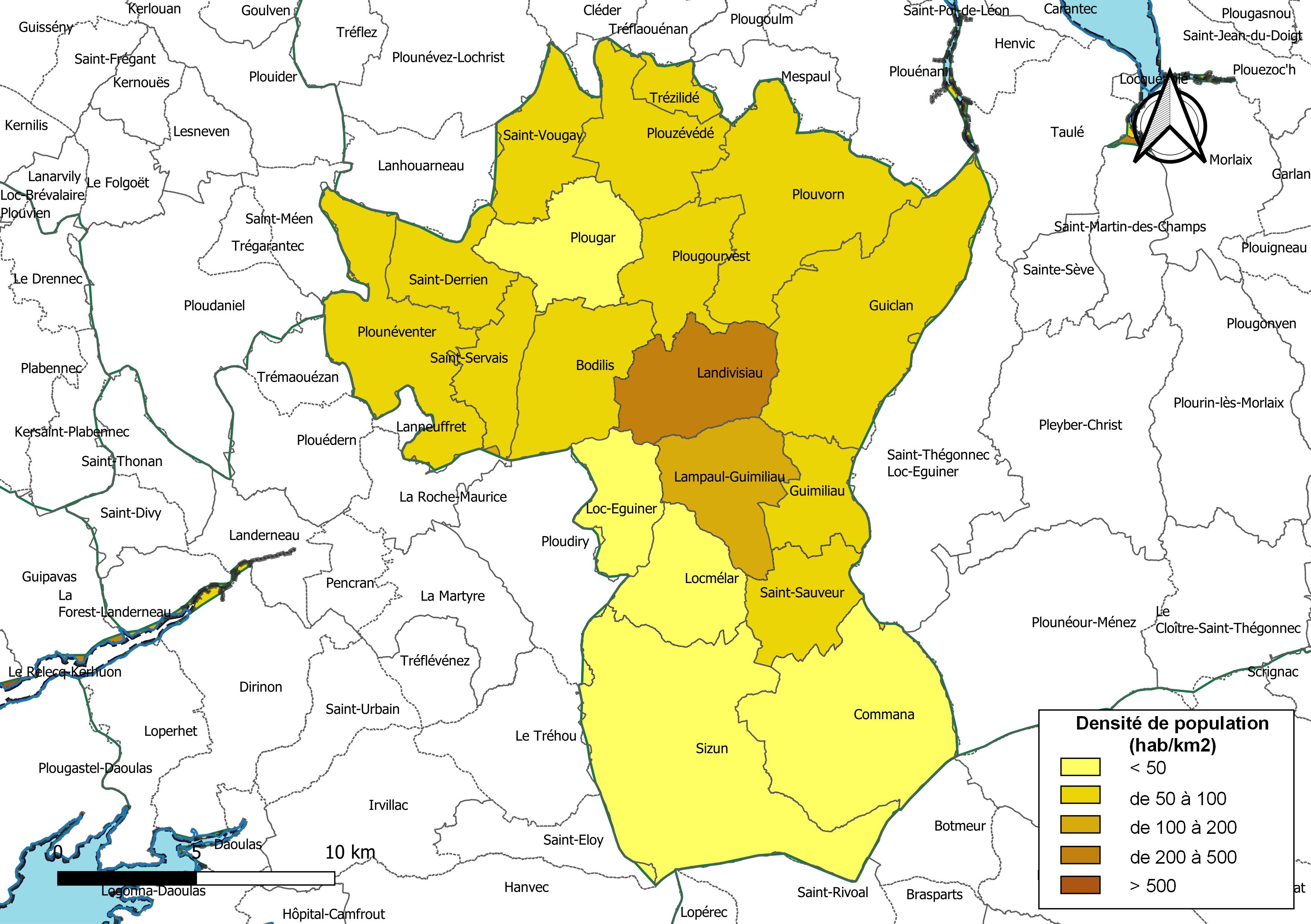
Carte des densités de population (millésimée 2016) des communes de la communauté de communes du Pays de Landivisiau. Composition en communes au 1er janvier 2019.

La communauté de communes est composée des 19 communes suivantes :

| Nom                 | Code Insee | Gentilé           | Superficie (km2) | Population (dernière pop. légale) | Densité (hab./km2) |
| ------------------- | ---------- | ----------------- | ---------------- | --------------------------------- | ------------------ |
| Landivisiau (siège) | 29105      | Landivisiens      | 18,99            | 9 197 (2022)                      | 484                |
| Bodilis             | 29010      | Bodilisiens       | 20,08            | 1 700 (2022)                      | 85                 |
| Commana             | 29038      | Commanéens        | 39,9             | 994 (2022)                        | 25                 |
| Guiclan             | 29068      | Guiclanais        | 42,64            | 2 564 (2022)                      | 60                 |
| Guimiliau           | 29074      | Guimiliens        | 11,22            | 1 000 (2022)                      | 89                 |
| Lampaul-Guimiliau   | 29097      | Lampaulais        | 17,48            | 2 004 (2022)                      | 115                |
| Loc-Eguiner         | 29128      | Loguisiens        | 11,9             | 378 (2022)                        | 32                 |
| Locmélar            | 29131      | Locmélariens      | 15,55            | 476 (2022)                        | 31                 |
| Plougar             | 29187      | Plougarois        | 17,48            | 790 (2022)                        | 45                 |
| Plougourvest        | 29193      | Plougourvestois   | 14,07            | 1 486 (2022)                      | 106                |
| Plounéventer        | 29204      | Plounéventériens  | 27,28            | 2 212 (2022)                      | 81                 |
| Plouvorn            | 29210      | Plouvornéens      | 35,44            | 2 932 (2022)                      | 83                 |
| Plouzévédé          | 29213      | Plouzévédéens     | 18,51            | 1 856 (2022)                      | 100                |
| Saint-Derrien       | 29244      | Saint-Derriennois | 12,28            | 846 (2022)                        | 69                 |
| Saint-Sauveur       | 29262      | Salvatoriens      | 13,24            | 827 (2022)                        | 62                 |
| Saint-Servais       | 29264      | Saint-Servaisiens | 10,29            | 789 (2022)                        | 77                 |
| Saint-Vougay        | 29271      | Saint-Vougaisiens | 15,1             | 879 (2022)                        | 58                 |
| Sizun               | 29277      | Sizuniens         | 58,14            | 2 334 (2022)                      | 40                 |
| Trézilidé           | 29301      | Trézilidéens      | 4,6              | 403 (2022)                        | 88                 |

### Démographie
| 1968   | 1975   | 1982   | 1990   | 1999   | 2006   | 2009   | 2010   | 2011   |
| ------ | ------ | ------ | ------ | ------ | ------ | ------ | ------ | ------ |
| 25 709 | 26 608 | 27 598 | 27 872 | 28 502 | 30 255 | 31 621 | 32 063 | 32 430 |

| 2014   | 2015   | 2016   | 2017   | 2018   | - | - | - | - |
| ------ | ------ | ------ | ------ | ------ | - | - | - | - |
| 32 974 | 33 007 | 33 066 | 33 054 | 33 053 | - | - | - | - |

## Administration

### Siège
Le siège de la communauté de communes est à Landivisiau, rue Robert Schuman.

### Tendances politiques
| Commune           | Maire                 | Étiquette | Étiquette |
| ----------------- | --------------------- | --------- | --------- |
| Bodilis           | Guy Guéguen           |           | DVD       |
| Commana           | Philippe Guéguen      |           | SE        |
| Guiclan           | Robert Bodiguel       |           | DVD       |
| Guimiliau         | Babeth Guillerm       |           | DVD       |
| Lampaul-Guimiliau | Jean-Yves Postec      |           | SE        |
| Landivisiau       | Laurence Claisse      |           | DVD       |
| Loc-Eguiner       | Henri Billon          |           | DVD       |
| Locmélar          | Bruno Cadiou          |           | SE        |
| Plougar           | Laurent Le Borgne     |           | SE        |
| Plougourvest      | Jean Jézéquel         |           | DVD       |
| Plounéventer      | Jean-Luc Abalain      |           | DVD       |
| Plouvorn          | Gilbert Miossec       |           | DVD       |
| Plouzévédé        | Jean-Philippe Duffort |           | SE        |
| Saint-Derrien     | Dominique Pot         |           | DVD       |
| Saint-Sauveur     | Thierry Ramonet       |           | SE        |
| Saint-Servais     | Bernard Michel        |           | DVD       |
| Saint-Vougay      | Marie-Claire Hénaff   |           | DVD       |
| Sizun             | Catherine Le Roux     |           | SE        |
| Trézilidé         | Yves-Marie Gilet      |           | SE        |

### Conseil communautaire
Les 45 conseillers titulaires sont ainsi répartis selon le droit commun comme suit :
| Nombre de délégués | Communes |
| ------------------ | --- |
| 11                 | Landivisiau |
| 3                  | Guiclan, Plouvorn |
| 2                  | Bodilis, Commana, Guimiliau, Lampaul-Guimiliau, Plougar, Plougourvest, Plounéventer, Plouzévédé, Saint-Derrien, Saint-Sauveur, Saint–Vougay, Sizun |
| 1                  | Loc-Eguiner, Locmélar, Saint–Servais, Trézilidé |

### Élus
La communauté de communes est administrée par son conseil communautaire constitué en 2020 de 45 conseillers communautaires, qui sont des conseillers municipaux représentant chacune des communes membres.
À la suite des élections municipales de 2020 dans le Finistère, le conseil communautaire du 16 juillet 2020 a élu son président, Henri Billon, maire de Loc-Eguiner, ainsi que ses 7 vice-présidents. À cette date, la liste des vice-présidents est la suivante : 
|     | Attributions                                                        | Identité              | Qualité               |
| --- | ------------------------------------------------------------------- | --------------------- | --------------------- |
| 1re | Budget et prospective                                               | Laurence Claisse      | Maire de Landivisiau  |
| 2e  | Aménagement et mobilité                                             | Marie-Claire Hénaff   | Maire de Saint-Vougay |
| 3e  | Environnement et GEMAPi                                             | Jean Jezequel         | Maire de Plougourvest |
| 4e  | Développement économique et numérique                               | Robert Bodiguel       | Maire de Guiclan      |
| 5e  | Enfance, jeunesse et vie sociale                                    | Babeth Guillerm       | Maire de Guimiliau    |
| 6e  | Travaux et agriculture                                              | Gilbert Miossec       | Maire de Plouvorn     |
| 7e  | Tourisme, équipements sportifs et de loisirs, culture et patrimoine | Jean-Philippe Duffort | Maire de Plouzévédé   |

Ensemble, ils forment le bureau communautaire pour la période 2020-2026.
Par ailleurs, l'ensemble des maires et des membres du bureau forment la commission permanente.

### Liste des présidents
| Période         | Période         | Identité         | Étiquette | Qualité                                                                                 |
| --------------- | --------------- | ---------------- | --------- | --------------------------------------------------------------------------------------- |
| 22 février 1994 | 19 avril 2001   | Philippe Le Roux | RPR       | Premier adjoint au maire de Landivisiau (1989 → 2001) Conseiller régional (1998 → 2004) |
| 19 avril 2001   | 23 avril 2014   | Georges Tigréat  | UMP       | Maire de Landivisiau (2001 → 2014) Conseiller général (2008 → 2015)                     |
| 23 avril 2014   | 16 juillet 2020 | Albert Moysan    | DVD       | Maire de Bodilis (2008 → 2020)                                                          |
| 16 juillet 2020 | En cours        | Henri Billon     | DVD       | Maire de Loc-Eguiner (2001 → )                                                          |

### Compétences
La Communauté de communes du Pays de Landivisiau est dotée par la loi de différentes compétences, auxquelles s'ajoutent au fil des années des compétences transférées par les communes. 
Compétences obligatoires
- Aménagement de l'espace, PLUi et SCOT
- Collecte et traitement des déchets
- Développement économique
- Aire d'accueil des gens du voyage
- Promotion du tourisme
- GEMAPI, eau et assainissement

Compétences supplémentaires
- Entretien de sentiers de randonnée
- Halte garderie itinérante et Relais Petite Enfance
- Politique d'animation pour les jeunes
- Politique de l'habitat et programme local de l'habitat (PLH)
- Délégation en matière de mobilité
- Aménagement et entretien des voiries desservant les équipements communautaires
- Pôle aquatique communautaire
- Equipôle
- CIAP, Centre d'interprétation - Les Enclos
- Espace France Services
- Action sociale d'intérêt communautaire

Compétences facultatives
- Fourrière animale
- Pôle des métiers
- Développement culturel : élaboration d'une politique culturelle à l'échelle communautaire
- Coordination et animation du réseau des médiathèques du Pays de Landi
- Organisation de spectacles vivants
- Financement de la contribution au SDIS

### Régime fiscal et budget
La communauté de communes est un établissement public de coopération intercommunale à fiscalité propre.
Afin de financer l'exercice de ses compétences, l'intercommunalité perçoit la fiscalité professionnelle unique (FPU) – qui a succédé à la taxe professionnelle unique (TPU) – et assure une péréquation de ressources entre les communes résidentielles et celles dotées de zones d'activité.